# ايستغاه دو كوهة (حومة انديمشك)
ایستغاه دو کوهة (بالفارسية: ایستگاه دوکوهه) هي منطقة سكنية تقع في إيران في منطقة مركزية ريفية. يقدر عدد سكانها بـ 106 نسمة .